# 哈丁-伯奇湖 (阿拉斯加州)
哈定-伯奇湖（英語：Harding-Birch Lakes）是位於美國阿拉斯加州費爾班克斯-北極星自治市鎮的一個非建制地區和人口普查指定地區。根據2010年美國人口普查，該地人口為299人，而該地的面積約為598.90平方千米。

## 地理
哈定-伯奇湖的座標為64°19′57″N 146°46′47″W / 64.33250°N 146.77972°W，而該地的平均海拔高度為297米（即975英尺）。